# Antonio Coll
Antonio Coll i Pontanilla (Sabadell, 6 de abril de 1959) es un exciclista español, profesional entre 1979 y 1989, cuyos mayores éxitos deportivos los logró en la Vuelta a España, donde obtuvo dos victorias de etapa en sus distintas participaciones.

## Palmarés
| 1981 - Vuelta a Aragón - 1 etapa en la Vuelta a las Tres Provincias 1982 - 1 etapa en la Vuelta a España - G.P. Llodio - 1 etapa en la Vuelta al País Vasco - 1 etapa en la Vuelta a Cantabria | 1983 - 1 etapa en la Volta a Cataluña - 1 etapa en la Vuelta a las Tres Provincias - 1 etapa en la Vuelta a Cantabria - 1 etapa en la Vuelta a Asturias - 3.º en el Campeonato de España en Ruta - 2.º de la Clasificación General de la Vuelta a Castilla 1984 - 1 etapa en la Vuelta a España |

## Resultados en las grandes vueltas
| Carrera         | 1981 | 1982 | 1983 | 1984 | 1985 | 1986 | 1987 | 1988 |
| --------------- | ---- | ---- | ---- | ---- | ---- | ---- | ---- | ---- |
| Giro de Italia  | -    | -    | -    | -    | -    | -    | -    | -    |
| Tour de Francia | -    | 70.º | -    | 66.º | -    | -    | -    | Ab.  |
| Vuelta a España | 5.º  | Ab.  | Ab.  | 12.º | 17.º | -    | 55.º | 89.º |